# Manuel
Manuel ist eine spanische, portugiesische und griechische Form des männlichen Vornamens Immanuel.

## Herkunft und Bedeutung
von hebräisch עִמָּנוּ אֵל (immanu el): „Gott [ist] mit uns“.
Im Alten Testament ist Immanuel der durch den Propheten Jesaja vorhergesagte Name des kommenden Messias.

## Varianten
- Immanuel
- Emanuel

### Internationale Varianten
- armenisch: Manvel
- baskisch: Imanol
- griechisch: Μανώλης, Μανόλης (Manolis)
- portugiesisch: Manoel
- spanisch, italienisch: Manolo

### Weibliche Varianten
- Manuela
- Emanuelle
- Emanuela

## Namenstag
26. März,
1. Oktober
und 24. Dezember
In Spanien: 1. Januar

## Namensträger

### Herrschername
- Manuel I. waren zwei Kaiser aus dem Haus der Komnenen.
  - Manuel I. (Byzanz), byzantinischer Kaiser von 1143 bis 1180.
  - Manuel I. (Trapezunt), Kaiser von Trapezunt zwischen 1238 und 1263.
- Manuel I. (Portugal), König von Portugal (1469–1521)
- Manuel II. (Portugal), König von Portugal (1908–1910)
- Manuel II. Palaiologos, byzantinischer Kaiser (1391–1425)
- Manuel II. (Trapezunt), Kaiser von Trapezunt (1332)
- Manuel III. (Trapezunt), Kaiser von Trapezunt, Regierungszeit 1390 bis 1417
- Manuel Komnenos Dukas Angelos († 1241), von 1230 bis 1237 Regent in Thessaloniki und Thessalien

### Geistliche
- Manuel I. Charitopoulos., Patriarch von Konstantinopel (1217–1225)
- Manuel II. (Konstantinopel), Patriarch von Konstantinopel (1244–1255)

### Vorname
- Manuel Andrack (* 1965), deutscher Redakteur und Moderator
- Manuel Astorga (* 1937), chilenischer Fußballspieler
- Manuel Barrueco (* 1952), kubanischer Gitarrist
- Manuel Bihr (* 1993), deutscher Fußballspieler
- Manuel Corona (* 1983), deutsch-mexikanischer Fußballtorhüter
- Manuel Contreras (1929–2015), chilenischer Militär- und Geheimdienstangehöriger
- Manuel Cortez (* 1979), deutscher Schauspieler
- Manuel del Cabral (1907–1999), dominikanischer Schriftsteller
- Manuel de Falla (1876–1946), spanischer Komponist
- Manuel Elsherif (* 1991), deutscher Synchronsprecher, Schauspieler und Sprecherzieher
- Juan Manuel Fangio (1911–1995), argentinischer Formel-1-Weltmeister
- Manuel Farrona Pulido (* 1993), deutscher Fußballspieler
- Manuel Fischer (* 1989), deutscher Fußballspieler
- Manuel Flecker (* 1978), deutscher Klassischer Archäologe
- Manuel Friedrich (* 1979), deutscher Fußballspieler
- Manuel Gómez Morín (1897–1972), mexikanischer Politiker, Gründer der Partido Acción Nacional (PAN) und Rektor der UNAM
- Manuel González Galván (1933–2004), mexikanischer Architekt und Künstler
- Manuel Antonio González Valenzuela (* 1783: † nach 1823), chilenischer Politiker
- Manuel del Refugio González Flores (1833–1893), mexikanischer Offizier und Politiker
- Manuel Göttsching (1952–2022), deutscher Multiinstrumentalist und Komponist
- Manuel Gual Vidal (1903–1954), mexikanischer Rechtsanwalt, Rektor der UNAM und Bildungsminister
- Manuel Höferlin (* 1973), deutscher Politiker und Unternehmer
- Manuel Lazzari (* 1993), italienischer Fußballspieler
- Manuel Lima (* 1978), portugiesischer Informationsdesigner
- Manuel Lloret (* 1981), spanischer Radrennfahrer
- Manuel Locatelli (* 1998), italienischer Fußballspieler
- Manuel Lopez (Musiker), deutscher Gitarrist
- Manuel Löwensberg (* 1975), Schweizer Schauspieler
- Manuel Machata (* 1984), deutscher Sportler, Bobfahrer
- Manuel Marrero Cruz (* 1963), kubanischer Politiker, Ministerpräsident
- Manuel do Nascimento (1734–1819), portugiesischer Lyriker
- Manuel Neuer (* 1986), deutscher Fußballtorhüter
- Manuel Nicoletti (* 1998), italienischer Fußballspieler
- Manuel Noriega (1934–2017), Diktator Panamas
- Manuel Pasqual (* 1982), italienischer Fußballspieler
- Manuel Pérez Brunicardi (* 1978), spanischer Skibergsteiger
- Manuel Philes (~1275–1345), von Ephesos, byzantinischer Dichter
- Manuel Piñeiro (1933–1998), kubanischer Politiker
- Manuel Pinto de Fonseca (1681–1773), 68. Großmeister (1741–1773) des Malteserordens
- Manuel Pucciarelli (* 1991), italienischer Fußballspieler
- Manuel Puig (1932–1990), argentinischer Schriftsteller
- Manuel Quezon (1878–1944), philippinischer Politiker und Staatspräsident
- Manuel Ray (1924–2013), kubanisch-US-amerikanischer Bauingenieur, Widerstandskämpfer, Politiker und Unternehmer
- Manuel Reichenbach (* 1976), Schweizer Koch
- Manuel Reuter (* 1978), deutscher Hands up DJ und Produzent
- Manuel Rivera-Ortiz (* 1968), US-amerikanischer Fotograf
- Manuel Rosenthal (1904–2003), französischer Komponist und Dirigent
- Manuel Sager (* 1955), Schweizer Diplomat
- Manuel Santana (1938–2021), spanischer Tennisspieler
- Manuel Sarrazin (* 1982), deutscher Politiker (Grüne), MdB seit 2008
- Manuel Stark (* 1992), deutscher Journalist und Autor
- Manuel Tolsá Sarrión (1757–1816), spanisch-mexikanischer Baumeister und Bildhauer
- Manuel Toussaint y Ritter (1890–1955), mexikanischer Kunsthistoriker und Autor
- Manuel Vázquez Montalbán (1939–2003), spanischer Schriftsteller und Journalist
- Manuel Veith (* 1985), österreichischer Snowboarder
- Manuel Werner (* 1948), deutscher Fernsehmoderator und Restauranttester

### Familienname
- Albrecht Manuel (1560–1637), Schweizer Schultheiss von Bern
- Archibald Manuel (1901–1976), schottischer Politiker
- Denis Manuel (1931–1993), französischer Synchronsprecher und Schauspieler
- Eugène Manuel (1823–1901), französischer Pädagoge, Schriftsteller und Politiker
- Frank Edward Manuel (1910–2003), US-amerikanischer Historiker
- Hans Rudolf Manuel (1525–1571), Schweizer Holzschnitzer und Politiker
- Henri Manuel (1874–1947), französischer Porträtfotograf
- João Manuel (1967–2005), portugiesischer Fußballspieler
- Juan Manuel de Villena de la Vega († 1543), spanischer Adliger und Politiker
- Julian Manuel (* 1979), deutscher Schauspieler und Synchronsprecher
- Keliano Manuel (* 2003), angolanischer Fußballspieler
- Louis-Pierre Manuel (1751–1793), französischer Publizist und Revolutionär
- Lurdes Gloria Manuel (* 2005), tschechische Leichtathletin
- Niklaus Manuel (1484?–1530), Schweizer Maler und Reformator
- Peter Manuel (1927–1958), schottischer Serienmörder
- Rebecca Manuel (* 1979), australische Wasserspringerin
- Richard Manuel (1943–1986), kanadischer Musiker, Mitglied von „The Band“
- Richard Manuel (Wasserballspieler) (1888–?), österreichischer Wasserballspieler
- Robert Manuel (1916–1995), französischer Schauspieler und Regisseur
- Rudolf Gabriel Manuel (1749–1829), Schweizer Historiker und Volkswirt
- Sandesh Manuel (* 1980), indisch-österreichischer Ordenspriester des Franziskanerordens
- Simone Manuel (* 1996), US-amerikanische Schwimmerin
- Trevor Manuel (* 1956), südafrikanischer Politiker
- Vicente C. Manuel (1938–2007), philippinischer Bischofsvikar
- Victor Manuel (Regisseur), portugiesischer Theater- und Filmregisseur
- Víctor Manuel (Sänger) (Víctor Manuel San José Sánchez; * 1947), spanischer Singer-Songwriter und Schauspieler
- Manuel (Patrizierfamilie), Berner Patrizierfamilie